# 大同大学
大同大学（だいどうだいがく、英語: Daido University）は、愛知県名古屋市南区滝春町10-3に本部を置く日本の私立大学。1939年創立、1964年大学設置。大学の略称は大同大（だいどうだい）。

## 概要
歴史
大同電力（現・中部電力、関西電力）をはじめ、日清紡績、矢作水力、大同製鋼（現・大同特殊鋼）、東邦電力、東邦瓦斯といった電力、電鉄、製鋼、ガス、化学工業など多岐にわたる会社を設立し、中部財界の礎を築いた福澤桃介を大学の祖とする。
福澤の工業技術者養成のための研究教育機関の構想を受け継いだ大同製鋼社長 下出義雄（後に衆議院議員）が中心となり、1939年1月に旧・大同電力系31社の共同出資により大同工業教育財団（現・学校法人大同学園）が設立され、同財団により大同工業学校が設置された。
その後、戦後の学制改革を経て、高度経済成長のまっただ中の1962年に中部地区の産業界の強い要望に応え「大同工業短期大学」を設置、2年後の1964年には機械工学科と電気工学科の2学科からなる「大同工業大学」が設置された。以来、学科増設によって工学部の充実を図り、2001年には6学科体制に移行、さらに2002年には情報学部情報学科が設置され、2009年4月には「大同大学」に校名変更がなされた。2024年4月には、「工学部建築学科」を独立させ、東海地区では初となる建築学部が設置された。
建学の精神
「産業と社会の要請に応える人材の養成」
大学の理念
「実学主義」
公式マスコットキャラクター
公式マスコットキャラクターは「だぼっと」。2024年夏に誕生。在学生・卒業生・教職員からの応募作品49作の中から3作品を選出したうえで学生、教職員、オープンキャンパス来校の高校生による投票が行われ、選定された原案をもとにブラッシュアップが行われた。背中の箱には実習で使う道具のほか、産業界の夢と希望が詰められている。

## 沿革
- 1939年（昭和14年）1月 - 財団法人大同工業教育財団設立。同財団により大同工業学校設置。
- 1961年（昭和36年）7月 - 学校法人大同学園と改称。
- 1962年（昭和37年）4月 - 大同工業短期大学を設置
- 1964年（昭和39年）4月 - 大同工業大学を設置 。工学部に機械工学科、電気工学科の2学科を設置。
- 1982年（昭和57年）10月 - 工作センターを開設。(現：創造製作センター)
- 1983年（昭和58年）7月 - 滝春校舎竣工。（現：E・F・G・Q棟）
- 1989年（平成元年）9月 - 新図書館を開設。
- 1990年（平成2年）4月 - 大学院工学研究科修士課程を設置。
- 1995年（平成7年）4月 - 大学院工学研究科博士後期課程を設置。
- 1999年（平成11年）3月 - 石井記念体育館（大学体育館）
- 2000年（平成12年）12月 - 大学新キャンパス竣工（A・B・C・D棟）
- 2001年（平成13年）4月 - 電気工学科を電気電子工学科に名称変更。建築工学科を建築学科に名称変更。
- 2002年（平成14年）4月 - 情報学部を開設。
- 2005年（平成17年）4月 - 大学院情報学研究科修士課程を設置。情報学専攻を置く。
- 2006年（平成18年）3月 - 大3講義棟・実験棟（S棟）竣工。
- 2007年（平成19年）7月 - ミラノ工科大学と学術交流協定締結。
- 2008年（平成20年）4月 - 情報学部に情報システム学科と情報デザイン学科の2学科を設置。におい・かおり研究センターを開設。
- 2009年（平成21年）4月 - 大同大学と改称
- 2012年（平成24年）4月 - 情報学部総合情報学科を設置。韓山師範学院と学術交流協定締結。
- 2018年（平成30年）4月 - 総合機械工学科を機械システム工学科に名称変更。情報学部総合情報学科かおりデザイン専攻を工学部建築学科に編入。
- 2020年（令和2年）11月 - 第4講義・実験棟（X棟）竣工。
- 2021年（令和3年）4月 - X棟開設に伴い、白水校舎を滝春キャンパスに統合
- 2023年（令和5年）11月 - 名古屋工業大学と連携・協力に関する基本協定締結。
- 2023年（英和5年）12月 - 名古屋学院大学と包括的連携協力に関する協定締結。
- 2024年（令和6年）4月 - 建築学部建築学科を開設。
- 2024年（令和6年）4月 - 名鉄ドローンアカデミーと連携、都市空間インフラ専攻がドローン操縦国家資格取得支援カリキュラムを開設

## 教育研究組織

### 【学部】
■工学部
　・機械工学科
　・機械システム工学科
　・電気電子工学科
　・建築学科（2024年4月学生募集停止、現建築学部に改組）

■建築学部（2024年4月開設）
　・建築学科
　　・建築専攻
　　・インテリアデザイン専攻
　　・かおりデザイン専攻
　　・都市空間インフラ専攻

■情報学部
　・情報システム学科
　・情報デザイン学科
　・総合情報学科

### 【大学院】
■工学研究科 　
　・博士後期課程
　　・材料・環境工学専攻
　・修士課程
　　・機械工学専攻
　　・電気・電子工学専攻
　　・建築学専攻
　　・都市環境デザイン学専攻
■情報学研究科
　・修士課程
　　・情報学専攻

### 【付属機関】
- 図書館
- 情報センター
- 教育開発・学習支援センター
- 創造製作センター
- キャリアセンター
- 研究支援センター
- 研究・社会推進ラボラトリー(2025年6月発足)

## 学生生活

### クラブ・サークル
■体育系クラブ
- 男子ハンドボール部
- 女子ハンドボール部
- バレーボール部
- 弓道部
- 剣道部
- 硬式野球部
- 漕艇部
- バドミントン部
- モーターサイクルスポーツ部
- レーシングカート部自動車部

■体育系同好会・研究会
- 男子バスケットボール同好会
- 軟式野球同好会
- 卓球同好会
- ストリートダンス同好会
- ダンス研究会
- 硬式テニス同好会
- ラグビー同好会
- スキー・スノーボード研究会
- 柔道同好会
- サッカー同好会
- フットサル研究会

■文化系クラブ
- E.D.P.S.部（Electronic Data Processing System）
- 音楽研究部
- テーブルゲーム研究部
- 吹奏楽団
- 和太鼓部
- 模型部
- ロボット研究部
- Eスポーツ部
- Inovation　AI LAB 部

■文化系同好会・研究会
- 演劇同好会
- ミリタリー研究同好会
- 鉄道研究同好会
- 茶道同好会
- プログラム研究会
- ボウリング研究会
- よりどころ研究会
- コミュニケーションスペース研究会
- 将棋研究会
- TCG研究会
- 商店街まちづくり研究会
- アウトドア研究会

### 学生イベント
- welcome to D.U.
入学式当日にキャンパス内で模擬店をはじめ、様々なクラブが、デモンストレーションを披露する。クラブの新入生勧誘活動もさかんに行われる。
- 大学祭 宴祭（5月）
大同大学の大学祭は他大学に先がけて、毎年5月中旬に実施される。
- クラブ対抗ボーリング大会（6月）
- リーダースキャンプ（8月）
各クラブの幹部クラスが参加し、クラブのリーダーとしての在り方や考え方を学ぶ。
- 体育祭
2日間にわたり体育館やグラウンドで様々な競技が行われる。競技以外のリクリエーションも用意されている。
- ハロウィンナイト（10月）
- レーシングカート大会（11月）
- クリスマスパーティー（12月）

## 歴代学長
- 1代目：錦織清治（1962年～1969年） - 金属工学者、東北帝国大学助教授、大同製鋼常務
- 2代目：成田米蔵（1969年～1971年） - 大同製鋼取締役副社長、名古屋臨海鉄道取締役、大同不動産取締役、王子製鉄取締役会長、東海銀行監査役
- 3代目：久恒中陽（1971年～1978年）- 名古屋大学教授、名古屋市科学館3代目館長
- 4代目：浅田千秋（1978年～1985年） - 大同製鋼中央研究所長
- 5代目：金谷正四郎（1985年～1988年） - 大同特殊鋼専務
- 6代目：藤原達雄（1988年～1993年） - 大同特殊鋼代表取締役副社長
- 7代目：戸澤康壽（1993年～1996年） - 塑性加工学者、名古屋大学名誉教授
- 8代目：堀井憲爾（1996年～1999年） - 名古屋大学名誉教授、豊田工業高等専門学校校長、通産省工業技術院電気試験所室長
- 9代目：澤岡昭（1999年～2017年） - 東京工業大学教授、文部省宇宙科学研究所教授、宇宙航空研究開発機構研究統括リーダー、大同学園顧問、大同大学名誉学長
- 10代目：神保睦子（2017年～2023年） - 大同大学工学部教授
- 11代目：渡邊慎一（2023年～現在） - 大同大学工学部教授

## 大同学園理事

### 理事
（令和7年4月1日現在）
- 武藤大 - 大同学園理事長
- 髙村誠一 - 大同学園法人本部長
- 渡邊慎一 - 大同大学長
- 戸倉隆 - 大同大学大同高等学校長
- 棚橋秀行 - 大同大学副学長
- 石黒武 - 大同特殊鋼（株）代表取締役会長
- 勝野哲 - 中部電力（株）代表取締役会長
- 平光範之 - 日本製鉄（株）常務執行役員
- 坂野公治 - 名古屋鉄道（株）専務執行役員・鉄道事業本部長

### 監事
（令和7年4月1日現在）
- 盛田一行 - 金城ライト（株）代表取締役
- 田中清貴 - 田中工業（株）代表取締役社長
- 大矢郁夫 - 前大同学園理事

### 歴代の主な理事・監事
- 土屋純一 - 名古屋高等工業学校校長（現名古屋工業大学）
- 水野保 - 大同工業学校校長事務取扱、大日本帝国陸軍陸軍少将
- 野村健彦 - 大日本帝国海軍海軍工廠中佐
- 川崎舎恒三 - 大同機械製作所取締役社長、東海電極（現東海カーボン）常務取締役
- 野長瀬忠男 - 大同工業学校監事, 車輪工業・帝国発条創立者（現 トピー工業）
- 嶋尾正 - 名古屋商工会議所会頭
- 井上五郎 - 大同学園理事, 中部電力初代社長
- 勝野哲 - 大同学園理事, 中部電力会長
- 清水勤二 - 大同学園理事, 名古屋工業大学初代学長, 名古屋市科学館館長
- 佐々部晩穂 - 大同学園理事, 中部日本放送初代社長
- 柚原誠 - 名古屋鉄道（株）代表取締役副社長
- 勝山憲夫 - 新日本製鐵（株）執行役員 名古屋製鐵所長
- 宮坂明博 - 新日鐵住金（株）常務執行役員
- 川口文夫 - 中部電力（株）代表取締役会長

## 著名な教職員
- 高木豊 - 東京工業大学教授、名古屋大学教授
- 山寺秀雄 - 無機化学、名古屋大学教授、日本学士院賞受賞
- 成田壽一郎 - 千葉大学教授、大日本帝国陸軍航空技術予備役少尉
- 小島一宏 - 元名古屋テレビアナウンサー、フリーアナウンサー・ラジオパーソナリティー
- 黒田正夫 - 元大同工業大学名誉教授、元理化学研究所名誉研究員
- 尾崎紀男 - 大日本帝国海軍九九式艦上爆撃機, 流星 (航空機), 晴嵐, 十三試高速陸上偵察機主任技師, 愛知機械工業取締役
- 小宮賢一 - 建築系内務官僚、都市計画家、建築行政家。
- 澤岡昭 - 宇宙航空研究開発機構（JAXA）研究統括、大同大学名誉学長。

## 著名な出身者
■ハンドボール選手
- 大橋隆之 - ハンドボール選手
- 杉山拓也 - ハンドボール選手
- 木村美月 - ハンドボール選手
- 原田一沙 - ハンドボール選手
- 福地成以良 - ハンドボール選手
- 佐藤快 - ハンドボール選手
- 山岡莉那 - ハンドボール選手
- 三重樹弥 - ハンドボール選手

■バレーボール選手
- 田代真輝 - バレーボール選手
- 中林一真 - バレーボール選手
- 備一真 - バレーボール選手

■その他
- 三遊亭楽市 - 落語家
- 今井智大 - 元同人作家